# Savaş Aktürk
Burak Savaş Aktürk (* 23. Mai 1989 in İzmit) ist ein ehemaliger türkischer Eishockeyspieler und heutiger Trainer, der als Spieler fünfmal türkischer Meister mit fünf unterschiedlichen Vereinen wurde. 

## Karriere
Savaş Aktürk begann seine Karriere als Eishockeyspieler beim Kocaeli Büyükşehir Belediyesi Kağıt SK in seiner Heimatstadt İzmit, für den er in der Saison 2006/07 sein Debüt in der Türkischen Superliga gab. Gleich in seiner ersten Spielzeit wurde er mit seiner Mannschaft türkischer Meister. Nachdem er 2008 türkischer Vizemeister geworden war, verließ er seine Geburtsstadt 2009 und wechselte zum Universitätssportklub Ankara. Mit seinem neuen Team wurde er 2010 auf Anhieb erneut Meister seines Landes. Trotzdem zog es ihm nach nur einem Jahr weiter zum İzmir Büyükşehir Belediyesi SK, der damals noch in der zweiten Liga spielte. Mit dem Team von der Ägäisküste stieg er umgehend in die Superliga auf. In der Spielzeit 2011/12 stand er dann für Başkent Yıldızları SK auf dem Eis und konnte mit der Mannschaft aus Ankara seinen dritten Meistertitel mit dem dritten Klub erringen. Anschließend wechselte er nach İzmir zurück, wo er die nächsten sieben Jahre spielte und 2014 erneut türkischer Meister wurde. 2019 wechselte er zum. Buz Beykoz SK, mit dem er 2020 seinen fünften Meistertitel gewann. Anschließend spielte er noch jeweils ein Jahr wieder in İzmir, sodann beim Zeytinburnu Belediyesi SK und schließlich noch einmal beim Buz Beykoz SK, bei dem er 2023 seine Karriere beendete.

### International
Für die Türkei nahm Aktürk im Juniorenbereich in der Division III an den U18-Weltmeisterschaften 2004, 2005 und 2007 sowie den U20-Weltmeisterschaften 2005, 2007 und 2008 teil. Zudem spielte er mit der türkischen Studentenauswahl bei der Winter-Universiade 2011 im türkischen Erzurum.
Mit der Herren-Nationalmannschaft spielte er bei den Weltmeisterschaften der Division II 2010, als er als bester Spieler seiner Mannschaft ausgezeichnet wurde, 2013 und 2014 sowie bei den Weltmeisterschaften der Division III 2011, 2012, 2015, 2016, 2018, 2019 und 2022. Zudem stand er bei der Vorqualifikation für die Olympischen Winterspiele in Vancouver 2010 und in Peking 2022 für das Team vom Bosporus auf dem Eis.

### Trainer
Bereits während seiner aktiven Laufbahn wurde Aktürk als Nachwuchstrainer für die Türkische Eishockey Föderation tätig. Zwischenzeitlich war er 2023/24 Cheftrainer des Buz Beykoz SK in der Türkischen Superliga.

## Erfolge und Auszeichnungen
- 2007 Türkischer Meister mit dem Kocaeli Büyükşehir Belediyesi Kağıt SK
- 2010 Türkischer Meister mit dem Ankara Üniversitesi SK
- 2011 Aufstieg in die Superliga mit dem İzmir Büyükşehir Belediyesi SK
- 2012 Aufstieg in die Division II, Gruppe B, bei der Weltmeisterschaft der Division III
- 2012 Türkischer Meister mit dem Başkent Yıldızları SK
- 2014 Türkischer Meister mit dem İzmir Büyükşehir Belediyesi SK
- 2016 Aufstieg in die Division II, Gruppe B, bei der Weltmeisterschaft der Division III
- 2020 Türkischer Meister mit dem Buz Beykoz SK
- 2022 Aufstieg in die Division II, Gruppe B, bei der Weltmeisterschaft der Division III, Gruppe A